# طريق المزرعة إلى السوق
في الولايات المتحدة، طريق المزرعة إلى السوق أو طريق الحقل إلى السوق (ويعرف اختصاراً طريق المزرعة أو طريق الحقل) هو طريق الولاية السريع أو طريق المقاطعة الذي يربط مناطق ريفية أو زراعية بالمدن التجارية. تُعد هذه الطرق ذا جودة عالية، وعادة ما تكون طرقاً سريعةً، يستخدمها المزارعون ومربّو الماشية لنقل المنتجات إلى مدن السوق أو مراكز التوزيع.
على وجه التحديد، في ولاية تكساس، تشير المصطلحات «طريق المزرعة إلى السوق» و«طريق الحقل إلى السوق» إلى الطرق التي تعد جزءاً من نظام الولاية للطرق الثانوية وطرق الربط، والتي أنشأتها وأصانتها وزارة النقل في تكساس. أنشأت تكساس هذا النظام في عام 1949 لتحسين الوصول إلى المناطق الريفية. يتكون النظام بشكل أساسي من طرق معبدة مؤلفة من ممرين، بعضُها يحوي أكثر والبعض الآخر عُدَّ طرقاً سريعةً. عُلِمت هذه الطرق بدلالات مسار تحتوي على الكلمات (طريق المزرعة أو طريق الحقل)، ولكن الاسم الرسمي هو طريق المزرعة إلى السوق وطريق الحقل إلى السوق (ومن هنا يأتي الاختصار "آر إم "و"إف إم"على اللافتات المرورية). الطريق الوحيد الذي يستخدم الاسم صراحة «طريق المزرعة» هو طريق المزرعة 1، الذي يمتد بالقرب من منزل المزرعة للرئيس السابق ليندون جونسون. كما هو الحال مع الطرق السريعة الأخرى التي تعتني بها الدولة في تكساس، فإن جميع طرق المزرعة أو المزرعة إلى السوق ممهدة. تختلف حدود السرعة على طول هذه الطرق، ولكنها قد تصل إلى 75 ميلًا في الساعة في المناطق الريفية، كما في مقاطعات أندروز وبيكوس (على سبيل المثال، على طول 1053إف إم، و1788 إف إم، و1767 إف إم).

## تكساس

### تاريخ
اكتمل أول طريق من طرق المزرعة إلى السوق في تكساس في يناير 1937 خلال الكساد الكبير. رَبط هذا الطريق ماونت إنتربرايز ومجتمع شيلوه السابق في مقاطعة روسك. كان طول الطريق 5.8 ميلًا (9.3 كم) بتكلفة 48.015.12 دولارًا (897000 دولار اليوم). هذا الطريق الآن جزء من طريق ولاية تكساس السريع 315.
أُعلن عن أول طريق سريع مصمم رسمياً في مقاطعة سان أوغسطين في عام 1941 لربط يو إس 96 قرب باينلاند بمؤسسة النشر التابعة لشركة تمبل لمبر في ماكاسكو.
في عام 1945، أعلنت لجنة الطرق السريعة عن برنامج تجريبي مدته ثلاث سنوات لبناء 7205 ميلاً (11595 كم) من طرق المزرعة إلى السوق، مع تقاسم التكلفة بالتساوي بين حكومات الولايات والحكومات الفيدرالية. مع نمو البرنامج، بذل المشرّعون من المناطق الريفية جهوداً، بما في ذلك سيناتور الولاية جرادي هازلوود من أماريلو، لتوسيع شبكة الطرق من المزرعة إلى السوق في أواخر الأربعينيات. كان من المقرر أن يأتي التمويل من زيادة في ضريبة الوقود، على النحو الذي اقترحه عضو مجلس الشيوخ غروفر موريس في عام 1947؛ ومع ذلك، أحبط هذا الإجراء من قبل جماعات الضغط، الذين دعموا مثل هذا التمويل للطرق الشريانية.
دفعت شعبية البرنامج والحاجة الملحوظة لربط المناطق الوسطى والغربية الشاسعة المعزولة من الولاية إلى تمرير قانون كولسون بريسكو في عام 1949، برعاية عضو مجلس الشيوخ إي نيفيل كولسون وممثل الولاية دولف بريسكو. خصص هذا التشريع التمويل لإنشاء نظام واسع النطاق للطرق الثانوية لتوفير الوصول إلى المناطق الريفية في الولاية والسماح للمزارعين ومربيي الماشية بإحضار سلعهم إلى السوق، مع الاحتفاظ بمبلغ ثابت قدره 15 مليون دولار سنوياً (200 مليون دولار اليوم) بالإضافة إلى 1 في المئة لكل جالون من البنزين المباع في الولاية لبناء الطرق السريعة المحلية. في عام 1962عدَّل التضخم التشريعي في تكساس هذا المبلغ إلى 23 مليون دولار سنوياً (200 مليون دولار اليوم)، من خلال مطابقة الصندوق الفيدرالي، ووسع نظام المزرعة إلى السوق من 35000 إلى 50000 ميل (56000 إلى 80000 كم). يُمثل النظام الآن أكثر من نصف الأميال في نظام وزارة النقل في تكساس.